# Monica Nordquist
Eva Gun Monica Nordquist Graffman, född Nordquist, ursprungligen Holmgren, född 3 februari 1941 i Bromma församling i Stockholm, död 24 juni 2017  i Nacka, Stockholms län, var en svensk skådespelare.

## Biografi

### Fröken Sverige och teaterstudier
Hon var dotter till arbetaren Holger Holmgren och Gunvor Karlsson. Modern blev tidigt änka och gifte 1945 om sig med ingenjören Carl Eric Nordquist, vars efternamn Monica Nordquist fick.
Monica Nordquist uppmärksammades i samband med Vecko-Revyns Fröken Sverige-tävling 1958 där hon kom på andra plats och kvalificerades till Miss Europe-tävlingen. Därefter arbetade hon en tid som mannekäng för Kim Söderlund.
Nordquist ville bli skådespelare och tog under en tid privatlektioner för Sif Ruud. 1961–1963 studerade hon på Calle Flygare Teaterskola och blev i augusti 1963 antagen vid Göteborgs stadsteaters elevskola.

### De första rollerna
Nordquist gjorde sina första filmroller 1966 i Claes Fellboms Ska' ru' me' på fest? och som frälsningssoldaten Betty i Stig Ossian Ericsons film Adamson i Sverige med Hans Ernback som Adamsson.

### Upsala-Gävle stadsteater och andra roller
1967–1969 var hon engagerad i ensemblen vid Upsala-Gävle stadsteater där hon debuterade som Florence i Marcel Aymés Minimaxerna. Nordquist lade stor vikt vid djupläsning och textanalys inför varje rolltolkning. Det hade hon stor nytta av när hon gjorde Anja i Ernst Günthers uppsättning av Tjechovs Körsbärsträden på TV-teatern 1970. 
Efter de två åren i Uppsala var hon en frilansande skådespelare till 1996 då hon avslutade sin karriär och blev logoped.

### Genombrott på TV
Nordquist är känd för rollen som fru Pettersson i Den vita stenen, som farmaceuten Harriet i Någonstans i Sverige 1973, och som Madickens mamma Kajsa i filmatiseringen av Astrid Lindgrens Madicken 1979, den först- och sistnämnda TV-serien i regi av hennes make Göran Graffman.

### Familj
Nordquist var under en period på 1960-talet förlovad med Claes Fellbom. Hon gifte sig 1989 med regissören Göran Graffman (1931–2014), och fick med honom sonen Emil Graffman 1974.
Hon avled 2017 och är begravd på Djurö kyrkogård.

## Filmografi i urval
- 1966 – Ska' ru' me' på fest?
- 1966 – Adamsson i Sverige
- 1967 – Framtiden i Backspegeln (TV-serie) (TV-serie på fyra avsnitt från 1967 med bland andra Bengt Feldreich)
- 1968 – Komedi i Hägerskog
- 1968 – Carmilla
- 1969 – Den vilda jakten på likbilen (även kallas Blondin på skojarjakt)
- 1970 – Körsbärsträdgården (TV-serie)
- 1971 – Paul Temple (TV-serie) (även kallas Sea Burial)
- 1973 – Någonstans i Sverige (TV-serie)
- 1973 – Robin Hood (röst som Marion)
- 1973 – Den vita stenen (TV-serie)
- 1979 – Madicken (TV-serie)
- 1979 – Selambs (TV-serie)
- 1986 – Bambi (röst som Bambis mamma i nydubb)
- 1988 – Oväder (TV-teater)
- 1991 – Isbjörnskungen (röst som Kung Valemons mamma)
- 1994 – Illusioner
- 1996 – Augustitango

## Teater

### Roller (ej komplett)
| År   | Roll                                 | Produktion                                                                        | Regi                                 | Teater                   |
| ---- | ------------------------------------ | --------------------------------------------------------------------------------- | ------------------------------------ | ------------------------ |
| 1967 | Florence                             | Minimaxerna (Les Maxibules) Marcel Aymé                                           | Kåre Santesson                       | Upsala-Gävle stadsteater |
| 1968 | Aglaja                               | Idioten (Идиот, Idiot) Fjodor Dostojevskij                                        | Palle Granditsky                     | Upsala-Gävle stadsteater |
| 1968 | Mary                                 | Flotten Kent Andersson                                                            | Stig Ossian Ericson                  | Upsala-Gävle stadsteater |
| 1968 | Bordellflicka                        | Mahagonny (Aufstieg und Fall der Stadt Mahagonny) Bertolt Brecht och Kurt Weill   | Ulf Fredriksson                      | Upsala-Gävle stadsteater |
| 1968 | Basque                               | Misantropen (Le misanthrope) Molière                                              | Kåre Santesson                       | Upsala-Gävle stadsteater |
| 1969 | Charlotte Bertha                     | Hittebarnet Den politiske kocken August Blanche                                   | Helge Hagerman                       | Upsala-Gävle stadsteater |
| 1969 | Mjölkflickan                         | Spöksonaten August Strindberg                                                     | Stig Ossian Ericson                  | Upsala-Gävle stadsteater |
| 1970 |                                      | Fångspel Lennart Svensson, Monica Nordquist, Bernt Staf                           | Stefan Böhm                          | Pistolteatern            |
| 1971 | Lucile, Camilles hustru              | Dantons död (Dantons Tod) Georg Büchner                                           | Michael Meschke                      | Dramaten i Riksdagshuset |
| 1975 | Traktorförerskan                     | Jag vill träffa Mjosov (Где вы, месье Миуссов?) Valentin Katajev                  | Yngve Nordwall                       | Riksteatern              |
| 1977 | Sara                                 | Ballongen spricker Krukan är tom Gustav Jonsson, Bo Bergstrand, Christina Nilsson | Per Sjöstrand                        | Dramaten                 |
| 1980 | Karna                                | Wärdshuset Haren och Vråken Lars Forssell                                         | Hans Polster                         | Helsingborgs stadsteater |
| 1980 | Sigrid                               | I vackra drömmars land Lars Björkman                                              | Claes Sylwander                      | Helsingborgs stadsteater |
| 1983 | Sally                                | Kvinnor och äppelträd Moa Martinson                                               | Lars Engström                        | Riksteatern              |
| 1985 | Jelena Nikolajevna, Protosovs hustru | Solens barn (Дети солнца, Deti solntsa) Maksim Gorkij                             | Lars Engström                        | Riksteatern              |
| 1986 | Ruth                                 | Familjens Don Juan (The Norman Conquests) Alan Ayckbourn                          | Bengt Blomgren                       | Riksteatern              |
| 1988 | Politikern                           | På vinst och förlust Elisabeth G. Söderström och Jan Tiselius                     | Elisabeth G. Söderström Jan Tiselius | Riksteatern              |
| 1989 | Bea                                  | Utsikt från en bro (A view from the bridge) Arthur Miller                         | Lars-Erik Liedholm                   | Riksteatern              |
| 1990 | Ulla Winblad                         | Haren och vråken Lars Forssell                                                    | Lars-Erik Liedholm                   | Riksteatern              |
| 1993 |                                      | Spektakel på Haga Lars Engström                                                   | Lars Engström                        | Fjärilshuset             |
| 1994 |                                      | Hög svansföring Eva Moberg                                                        | Carl-Johan Seth                      | Riksteatern              |
| 1995 |                                      | En minister på gaffeln Luis Rego och Philippe Bruneau                             | Bernt Lindkvist                      | Jönköpings länsteater    |

## Radioteater

### Roller (ej komplett)
| År   | Roll                               | Produktion                                                          | Regi                |
| ---- | ---------------------------------- | ------------------------------------------------------------------- | ------------------- |
| 1974 |                                    | Vi måste tala med kungen Dieter Kühn                                | Göran Graffman      |
| 1974 |                                    | Presidenten Miguel Ángel Asturias                                   | Göran O. Eriksson   |
| 1974 | Julia                              | Mödan värt Lars Forssell                                            | Per Verner-Carlsson |
| 1974 | Berusad flicka                     | Brott och straff Fjodor Dostojevskij                                | Per Verner-Carlsson |
| 1975 | Kvinnan                            | Överklasstjejen Jochen Ziem                                         | Per Verner-Carlsson |
| 1975 | Stella                             | Hinden Göran Tunström                                               | Staffan Olzon       |
| 1976 | Sara Hiller                        | Ansiktet i skuggan Per Lindeberg                                    | Göran Graffman      |
| 1977 | Clémence Chouilloux                | På pottan Georges Feydeau                                           | Staffan Olzon       |
| 1979 | Edit                               | Dräneringen Lars Norén                                              | Arne Forsberg       |
| 1979 | Kvinnan                            | Bekänna färg Athol Fugard                                           | Lars Forsberg       |
| 1980 | Skolsekreteraren                   | Eleven Francesca uppsöker yrkesvalslärare Vergilius Torgny Lindgren | Jörgen Cederberg    |
| 1980 | Ann Samuelsson                     | Sommar, sommar, sommar Björn Runeborg                               | Arne Forsberg       |
| 1981 | Meta                               | Min hjälp kommer från bergen Gabriele Wohmann                       | Staffan Olzon       |
| 1982 | Kvinnan                            | Sjötunga Meunière Anne-Sofie Nielsen                                | Hans Jonstoij       |
| 1982 | Lärarinnan                         | En sådan med smör på Bernt Carlson                                  | Arne Forsberg       |
| 1982 | Fanny, manufaktursaffärsinnehavare | Livets historier förbi Göran Tunström                               | Arne Forsberg       |
| 1983 | Ingela                             | Svensexan Olov Svedelid                                             | Åke Blomström       |
| 1984 | Hilde                              | Jag, Jan Sivar Arnér                                                | Per Verner-Carlsson |
| 1986 |                                    | I samma buss Arne Törnqvist                                         | Per Verner-Carlsson |
| 1989 | Mrs Fletcher                       | Godnatt, mister Tom Michelle Magorian                               | Hans Ernback        |